# Badmotorfinger
Badmotorfinger är ett musikalbum av grungebandet Soundgarden, släppt år 1991.

## Låtlista
1. Rusty Cage – 4:26
2. Outshined – 5:11
3. Slaves & Bulldozers – 6:56
4. Jesus Christ Pose – 6:51
5. Face Pollution – 2:24
6. Somewhere – 4:21
7. Searching With My Good Eye Closed – 6:31
8. Room a Thousand Years Wide – 4:06
9. Mind Riot – 4:49
10. Drawing Flies – 2:25
11. Holy Water – 5:07
12. New Damage – 5:40